# Saperdoglenea gleneoides
Saperdoglenea gleneoides là một loài bọ cánh cứng trong họ Cerambycidae.